# Bjärka-Säby
Bjärka-Säby är en småort i Vists socken i södra delen av Linköpings kommun, nära Bjärka-Säby slott och Bjärkaholm. Orten ligger där Tjustbanan förenas med Stångådalsbanan vid Bjärka-Säby järnvägsstation.
Byggnaderna består huvudsakligen av personalbostäder och annat knutet till Bjärka-Säby slott. I samband med järnvägsstationenens invigning 1902 tillkom några byggnader för järnvägspersonalen.
Kring Bjärka-Säby finns flera hagar med 300-400 år gamla ekar. De utgör ett kärnområde i eklandskapet söder om Linköping. I området finns relativt stora populationer av arter specialiserade till gamla ekar som i Sverige generellt är sällsynta eller minskande. Exempel på sådana arter är skalbaggarna läderbagge (Osmoderma eremita), mulmknäppare (Elater ferrugineus), smalknäppare (Procraerus tibialis) och kardinalfärgad rödrock (Ampedus cardinalis), klokryparna gammelekklokrypare (Larca lata) och hålträdsklokrypare (Anthrenochernes stellae), fjärilen dårgräsfjäril (Lopinga achine) och flera lavar, t.ex. gul dropplav (Cliostomum corrugatum), grå skärelav (Schismatomma decolorans), gammelekslav (Lecanographa amylacea) och ekspik (Calicium quercinum).

## Fornlämningar i eklandskapet runt Bjärka-Säby

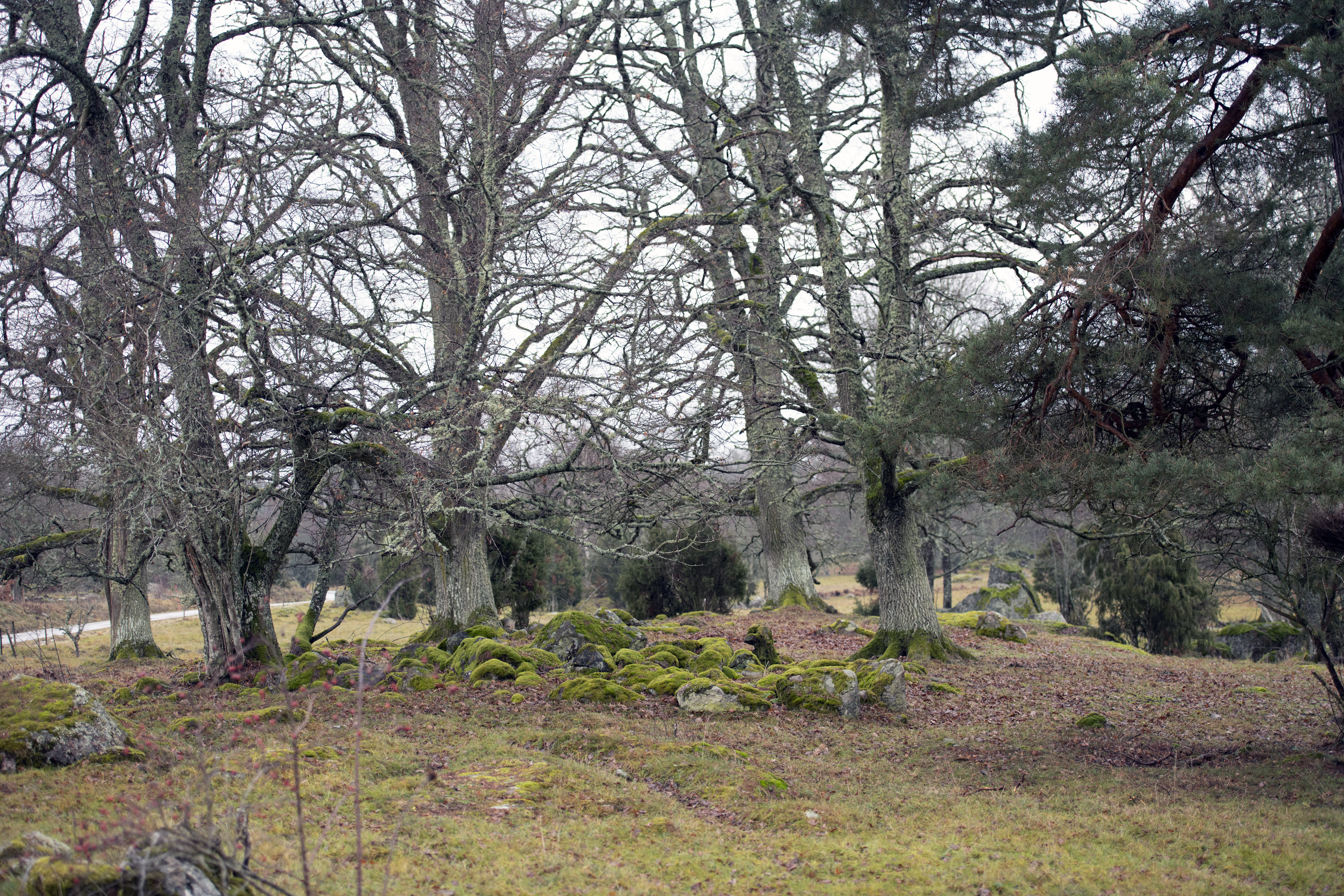
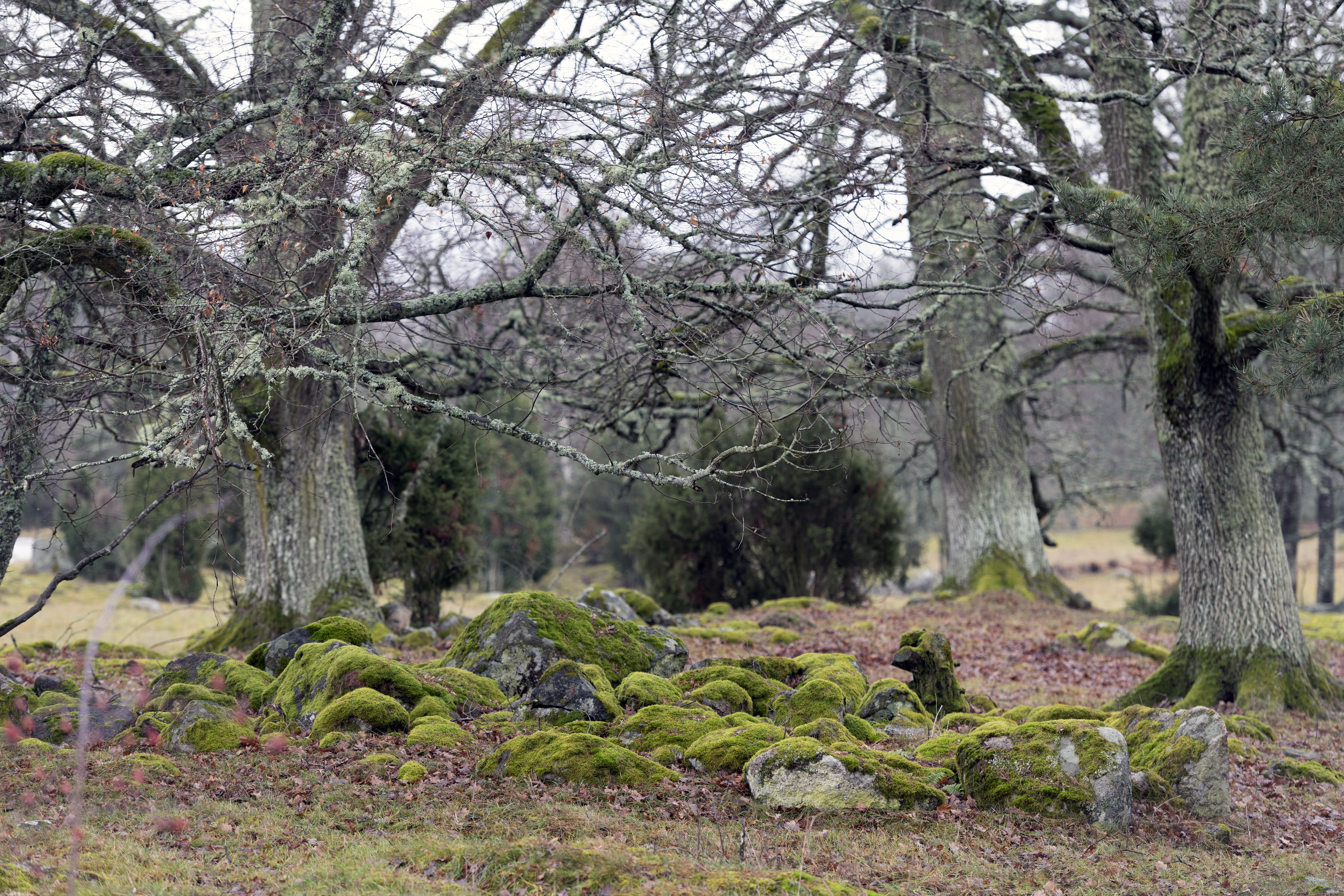
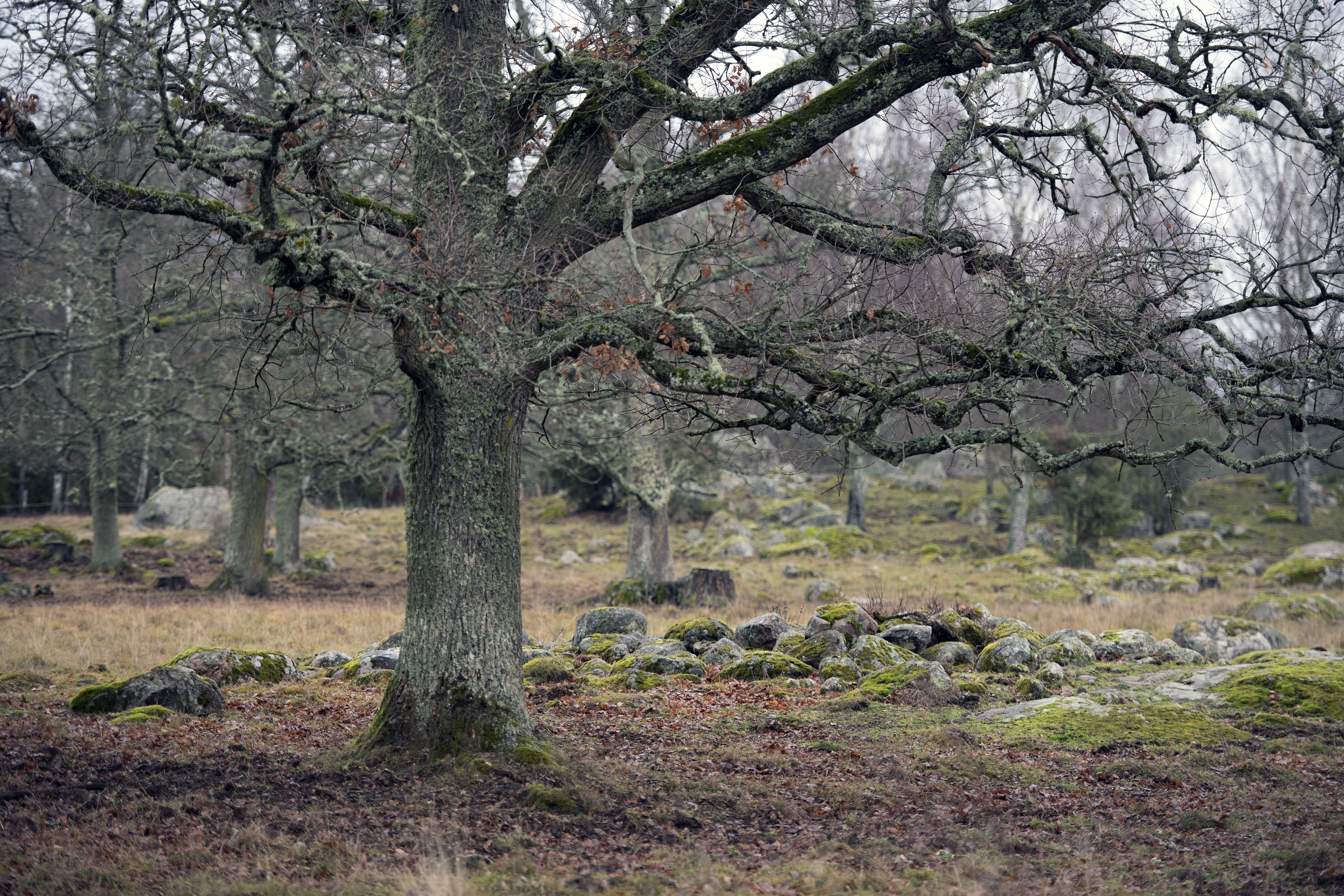